# Maysville (Geórgia)
Maysville é uma cidade  localizada no estado americano de Geórgia, no Condado de Banks e Condado de Jackson.

## Demografia
Segundo o censo americano de 2000, a sua população era de 1247 habitantes.
Em 2006, foi estimada uma população de 1591, um aumento de 344 (27.6%).

## Geografia
De acordo com o United States Census Bureau tem uma área de 9,3 km², dos quais 9,3 km² cobertos por terra e 0,0 km² cobertos por água. Maysville localiza-se a aproximadamente 275 m acima do nível do mar.

## Localidades na vizinhança
O diagrama seguinte representa as localidades num raio de 16 km ao redor de Maysville.